# Il matrimonio di Shelby
Il matrimonio di Shelby (The Wedding) è una miniserie televisiva statunitense del 1998 diretta da Charles Burnett. La miniserie è conosciuta anche con il titolo alternativo Oprah Winfrey Presents: The Wedding.
La miniserie è incentrata su una vicenda di matrimonio, pregiudizi razziali e vincoli familiari a Martha's Vineyard negli anni cinquanta.